# Martin B-26 Marauder
El Martin B-26 Marauder fue un bombardero medio bimotor diurno estadounidense utilizado durante la Segunda Guerra Mundial, y el primer bombardero medio en ser usado en el Pacífico. A pesar de sus controvertidas y avanzadas características, en el transcurso del conflicto se hizo evidente la eficacia del avión.

## Diseño y desarrollo

### Historia
Durante los últimos años de la década de los años 30, el Cuerpo Aéreo del Ejército estadounidense no disponía de bombarderos medios idóneos, por lo que dependía casi exclusivamente de los obsoletos Douglas B-18 y Martin B-10, ninguno de los cuales contaba con prestaciones, carga de bombas ni armamento defensivo comparables a los más modernos aviones. Cuando en enero de 1939 el USAAC hizo circular un esbozo de propuesta para un nuevo bombardero medio, puso bastante énfasis en la obtención de elevada velocidad, largo alcance y una carga de bombas de 900 kg, aceptando tácitamente que tales características conducirían a una elevada carga alar y a prolongadas carreras de despegue y altas velocidades de aterrizaje.
Preparado por Peyton M. Magruder y presentado al Tribunal Aeronáutico por la Glenn L. Martin Company el 5 de julio de 1939, el diseño Martin 179 fue declarado el mejor de todos los modelos presentados y, pese a una carga alar superior a la prevista por el USAAC, se ordenó de inmediato su fabricación. Con sus cinco tripulantes, el Martin 179 debía estar propulsado por dos motores radiales Pratt & Whitney R-2800 Double Wasp de 1850 hp, colocados en góndolas adosadas al ala de implantación alta. Dos ametralladoras de 7,62 mm y dos de 12,7 mm constituían el armamento defensivo; en el centro del elegante fuselaje de sección circular se situaba una despejada bodega para alojar la carga de bombas.

### Descripción del B-26

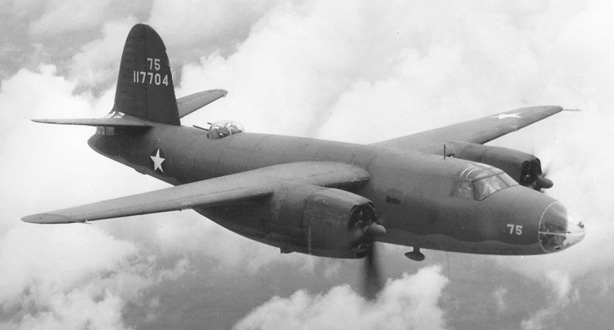
Martin B-26A.

Cuando fue introducido por primera vez en servicio, el B-26 costaba aproximadamente 260 000 dólares, pero su precio fue descendiendo, y en 1944 apenas superaba los 130 000 (a título de comparación, indiquemos que el coste de un B-25 era de algo más de 140 000 dólares). Se trataba de un avión robusto, cuyo fuselaje semimonocasco constaba de tres secciones, con cuatro largueros principales, costillas transversales circulares y larguerillos longitudinales; la sección central, con la bodega de bombas, estaba construida íntegramente con la sección alar. La estructura alar de tipo caja, formada por dos pesados largueros maestros con grueso revestimiento, era reforzada por miembros de envergadura total destinados a proporcionar rigidez torsional; la totalidad del borde de ataque estaba abisagrado al larguero delantero con la finalidad de mejorar la accesibilidad al interior alar. Sólo el timón de dirección llevaba recubrimiento textil. Los dos aterrizadores de accionamiento hidráulico se retraían hacia atrás; el del morro giraba 90° hasta alojar su rueda en posición plana en la proa del fuselaje.
La tripulación, que al final comprendía siete tripulantes, estaba compuesto por: piloto, copiloto, navegante, operador de radio, artillero delantero/bombardero, artilleros de cola y dorsal. Las ametralladoras de 12,7 mm (una en el morro, cuatro en los costados del fuselaje, dos en la torreta dorsal, dos de accionamiento manual en los puestos laterales y dos en posición caudal) estaban alimentadas por un total de 3950 cartuchos. La carga ofensiva máxima de dos bombas de 726 kg y un torpedo de 900 kg fue poco usual: en la mayoría de los casos, los B-26 efectuaban sus salidas operativas con una carga consistente en ocho bombas de 227 kg o 16 de 113 kg.

### De la mesa de dibujo a la Fuerza Aérea
En septiembre de 1939 se encargaron 1100 aviones designados B-26, el primero de los cuales (40-1361) fue pilotado por William K. Ebel el 25 de noviembre de 1940. No existieron prototipos como tales. Los primeros 201 ejemplares estaban propulsados por motores R-2800-5, y muchos de ellos fueron retenidos para realizar evaluaciones experimentales y tareas de entrenamiento. Estas últimas resultaron largas y azarosas, a causa de la falta de familiaridad de los pilotos con los trenes de aterrizaje triciclos y las elevadas velocidades de aterrizaje: con un peso bruto de 14 515 kg y una superficie alar de 55,93 m², la carga alar era de 260 kg/m²; con un peso normal en aterrizaje, la velocidad de este superaba los 150 km/h. Pero la carga máxima de bombas (2631 kg) excedía en mucho los requerimientos originales, y la velocidad punta (507 km/h) fue la más elevada de todas las variantes del B-26.
Las entregas al USAAC comenzaron en 1941, y durante la segunda mitad de ese año la producción derivó hacia el B-26A. Este incorporaba la instalación opcional de depósitos de combustible en la bodega de bombas, abrazaderas ventrales para un torpedo de 56 cm y ametralladoras de 12,7 mm a proa y popa.
El número de B-26A construidos totalizó 139 ejemplares; esta versión equipó al 22º Grupo de Bombardeo, que fue destinado a Australia a finales de 1941, tras el ataque a Pearl Harbour. Con combustible adicional en lugar de una parte de la carga de bombas, estos aviones llevaron a cabo ataques contra objetivos en Nueva Guinea en abril de 1942. En junio de ese año, B-26A armados con torpedos entraron en acción en la batalla de Midway.
La fabricación de los B-26A continuó en Baltimore, Maryland, hasta mayo de 1942, momento en que apareció el primer B-26B. Con un total de 1883 construidos, el B-26B fue la versión más prolífica. Introducía mayor blindaje, configuración mejorada de las góndolas motoras (sin ojivas en las hélices), un puesto ventral de tiro y dos ametralladoras de 12,7 mm en posición caudal. Estos cambios elevaron el peso bruto hasta 16 556 kg, sin que ello fuese compensado por un aumento de potencia, pero en los lotes B-2, -3 y -4 los motores pasaron a ser R-2800-41 o -43, versiones repotenciadas a 1920 hp.
La subvariante B-26B-4 presentaba un alargamiento de la pata del aterrizador delantero a fin de incrementar la incidencia alar en los despegues y sustituía la ametralladora ventral por dos de 12,7 mm en puestos laterales. El B-26B-5 llevaba flaps ranurados para mejorar la maniobrabilidad durante la aproximación para el aterrizaje.
Los B-26 atraían ásperas críticas por parte de las unidades operativas, razón por la cual a partir de la subvariante B-26B-10 se adoptó un ala de envergadura incrementada hasta 21,64 m para reducir la carga alar; no obstante, ello fue acompañado de un aumento en el peso bruto hasta 17 328 kg como consecuencia de la adición de cuatro ametralladoras de 12,7 mm en los costados del morro y de una torreta caudal Martin-Bell de accionamiento asistido. Lejos de disminuir, la carga alar a peso máximo aumentó hasta 283,4 kg/m², y la velocidad normal de aterrizaje se incrementó a 166 km/h. Con el fin de limitar la velocidad crítica y mejorar la estabilidad lateral, el empenaje vertical fue agrandado en altura y superficie.
La factoría de Baltimore produjo 1242 ejemplares de la subvariante B-26D-10 y sus derivadas. Martin abrió una nueva línea de ensamblaje en Omaha (Nebraska), y a finales de 1942 se habían producido 1235 B-26C (equivalentes al B-26B-10 y lotes subsiguientes).
En efecto, el peso de las modificaciones, sumado a la inexperiencia de los pilotos, la sensibilidad del avión y la falta de pruebas debida a la prisa por producirlo, fueron la causa de una gran cantidad de accidentes que le otorgaron al B-26 el apodo de "creador de viudas" (Widowmaker, en inglés). Una comisión del gobierno concluyó que los accidentes se debían básicamente a la inexperiencia de los pilotos, a un inadecuado servicio de mantenimiento y al peso de la aeronave. Los nuevos B-26 fueron puestos en el aire con alas más grandes y una nueva mira muy eficiente. Igualmente mejoraron los servicios de mantenimiento y entrenamiento de los pilotos, y se puso en marcha una campaña para hacerlo más popular entre estos, que normalmente se sentían aterrorizados ante la idea de tener que volarlos.
Con el tiempo, el B-26 se fue haciendo una reputación como bombardero eficiente y, sobre todo, resistente. Los B-26 aterrizaban con frecuencia en sus bases portando graves daños de combate: motores dañados, colas y alerones rotos e innumerables impactos de bala, habiendo volado grandes distancias en esas condiciones.

### En acción en todo el orbe
Las operaciones bélicas de los B-26 durante los once primeros meses de intervención estadounidense en la guerra estuvieron confinadas al teatro del Pacífico, pero desde diciembre de 1942 los Grupos de Bombardeo N.º 17, 319 y 320 operaron con la 12.ª Fuerza Aérea en el norte de África con B-26B y B-26C. Posteriormente, apoyaron a los ejércitos aliados en Sicilia, Italia, Cerdeña, Córcega y el sur de Francia.
Las primeras operaciones con B-26 en el norte de Europa fueron frustrantes. Tras un relativamente buen bautismo de fuego del primer grupo de B-26 de la 8.ª Fuerza Aérea, el 322º, en un ataque contra la estación generadora de Velsen, el 14 de mayo de 1943, un segundo ataque efectuado tres días más tarde contra el mismo objetivo se saldó con la pérdida de los 10 aparatos que intervinieron en la misión. Reconociendo la aparente vulnerabilidad de los B-26 al fuego antiaéreo, las futuras operaciones se circunscribieron a media y alta cota. La capacidad real del B-26 no fue aprovechada hasta finales de 1943, cuando el avión, asignado a la recién creada 9.ª Fuerza Aérea, asumió misiones de ataque estratégico a media cota (aunque con escolta de caza), en preparación de la prevista invasión a Europa.
Entretanto, el B-26 entró en servicio con la RAF. En julio de 1942, el primer Marauder Mk I (equivalente al B-26A de 19,81 m de envergadura) llegó a Egipto y al mes siguiente el 14.º Escuadrón de la RAF empezó a sustituir sus Bristol Blenheim por los nuevos aviones estadounidenses. Sin embargo, la RAF se hizo eco de las críticas anteriormente expuestas por los propios estadounidenses. Los aviones que debían entregarse al Oriente Medio quedaron almacenados, de modo que el 14th Squadron fue durante varios meses la única unidad de la RAF equipada con Marauder.
La rápida expansión de la Fuerza Aérea Sudafricana (SAAF) en el norte de África dio como resultado que los Marauder Mk II de mayor envergadura (equivalente a los B-26C-30-MO) fueran entregados a los Escuadrones n.º 12, 21, 24, 25 y 30 de la SAAF. Diecinueve B-26B de envergadura corta quedaron a cargo de la RAF. En 1944, los Marauder Mk III (equivalentes a los B-26F y B-26G) llegaron al teatro del Mediterráneo y se alistaron en la SAAF, así como en seis escuadrones de la Armée de l´Air francesa.
La fabricación de los B-26B finalizó en Baltimore en febrero de 1944 con la entrega del último B-26B-55-MA. Además, Martin produjo para las USAAF 208 AT-23A, versión de entrenamiento y remolque de blancos del B-26B. La producción de Omaha finalizó en abril de 1944, con el B-26C-45-MO y 350 entrenadores y aviones de remolque AT-23B; de los aparatos de remolque de blancos, 225 fueron a la Armada y Cuerpo de Marines estadounidenses, bajo la designación JM-1. Los aviones de la USAF fueron redesignados TB-26 en 1944.

### Más cambios, más pedidos

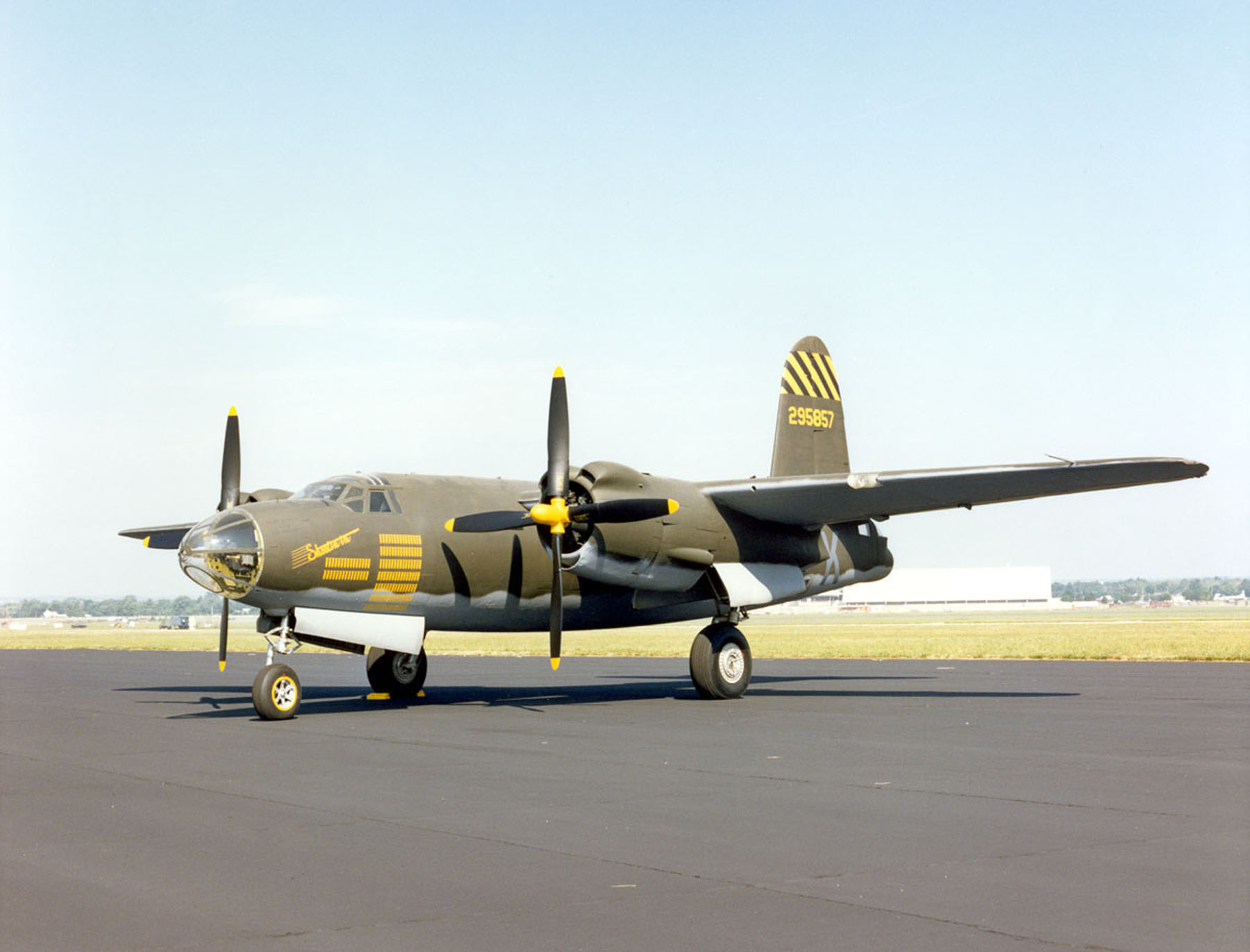
El Martin B-26G-11-MA Marauder, 43-34581, del Museo Nacional de la Fuerza Aérea de Estados Unidos, pintado como el B-26B-50-MA, 42-95857, dado de baja debido a un accidente el 19 de abril de 1945.

Un ejemplar único XB-26D fue construido a partir de uno de los primeros aviones, a fin de evaluar sistemas anti-hielo; la prevista variante B-26E, con peso reducido y la torreta dorsal adelantada hasta el compartimiento del navegante, no llegó a ser fabricada. No obstante, se produjeron otras dos variantes de serie. Ambas incorporaban alas de larga envergadura, con la incidencia alar incrementada en 3,5º. Esta medida fue considerada por la mayoría de los pilotos como una buena solución para mejorar las características de despegue y aterrizaje, pero acarreó la reducción de la velocidad máxima a 446 km/h. La producción de los B-26F-1-MA comenzó a finales de 1943, y las primeras entregas a las USAAF tuvieron lugar el febrero siguiente. También se completaron unos 300 B-26F, de los que 200 fueron enviados a Oriente Medio bajo la ley de Préstamo y Arriendo, como Marauder Mk III (equivalentes a los B-26F-2 y F-6).
Numerosos cambios menores en el equipo identificaban a los B-26G, de los que Martin construyó 893, y suministró 150 a Gran Bretaña, también bajo la denominación Marauder III. En 1944 se produjeron 57 TB-26G, de los que los últimos ejemplares fueron a parar a manos de la Armada y Cuerpo de Marines estadounidenses; en dichos servicios recibieron la designación JM-2.
Una vez solventados los problemas de despegue y aterrizaje, otra unidad de la RAF, el 39th Squadron, comenzó a recibir los Marauder Mk III, en Alguer, en febrero de 1945; estos aviones continuaron su carrera en Oriente Medio, donde permanecieron hasta septiembre de 1946.
El último B-26 fue entregado el 30 de marzo de 1945, con lo que el número de Marauder construidos totalizó 5157 ejemplares. Otro avión, el XB-26H (44-28221), fue acondicionado para probar el tren de aterrizaje biciclo con cuatro ruedas previsto para los bombarderos Boeing B-47 y Martin XB-48 .
Pese a los problemas inherentes a su avanzada filosofía de diseño, el B-26 alcanzó un impresionante nivel de eficacia; los Marauder realizaron un total de 129 943 salidas operacionales en los teatros europeo y mediterráneo, durante las que lanzaron 169 382 toneladas de bombas. Sus tripulaciones reclamaron el derribo de 402 aviones enemigos; la pérdida de 911 aviones en combate representaba una relación inferior al 1%. En marzo de 1944, los B-26 en manos de las USAAF estaban encuadrados en 11 grupos operativos que comprendían 43 escuadrones; 1931 B-26 actuaban en el teatro de operaciones europeo.
Al menos dos ejemplares llegaron a España en la Segunda Guerra Mundial, siendo internados.

## Variantes
B-26
201 aviones construidos por Martin en Baltimore; motores R-2800-5; la mayoría empleados como aparatos de entrenamiento y evaluación (del 40-1361 al 1561).
B-26A
139 aviones construidos en Baltimore; motores R-2800-9 o -39; (del 41-7345 al -7483; 52 a la RAF como Marauder Mk I).
B-26B
1883 aviones construidos en Baltimore; los primeros 971 equipados con motores R-2800-5, los restantes con tipo -41 o -43; el B-26B-4 introdujo alargamiento de la pata del aterrizador delantero y ametralladora ventral; el B-5 llevaba flaps ranurados; el B-10 introdujo alas de 21,74 m de envergadura; 19 de corta envergadura y 104 de larga envergadura enviados a Gran Bretaña como Marauder Mk IA.
AT-23A (posteriormente TB-26B)
208 entrenadores y remolcadores de blancos, versiones del B-26B; muchos de ellos entregados a la Armada y Cuerpo de Marines estadounidenses como JM-1.
B-26C
1235 aviones construidos en Omaha, similares al B-26B (del 41-34673 al -35560, de los que 21 fueron convertidos en AT-23B; del 42-107497 al -107855; 123 enviados a Gran Bretaña como Marauder Mk II)
AT-23B (posteriormente TB-26C)
350 entrenadores y remolcadores de blancos; versiones del B-26C.
XB-26D
Un ejemplar usado para realizar pruebas de sistemas anti-hielo.
B-26E
Proyecto de versión aligerada (véase texto); no construido.
B-26F
300 aviones construidos en Baltimore, con cambios menores en el equipo; 150 para la RAF como Marauder Mk III, con matrículas entre HD602 y el HD751.
TB-26G
57 entrenadores y remolcadores de blancos, versiones del B-26G; 32 de ellos a la Armada y Cuerpo de Marines estadounidenses como JM-2.
XB-26H
Un aparato experimental (44-28221) con tren de aterrizaje dispuesto en tándem.

## Especificaciones

### Características generales
- Tripulación: 7 (piloto, copiloto, navegante, bombardero, radio y 2 artilleros)
- Longitud: 17,8 m (58,2 ft)
- Envergadura: 21,6 m (71 ft)
- Altura: 6,6 m (21,5 ft)
- Superficie alar: 61,1 m² (658 ft²)
- Peso vacío: 10 886 kg (23 992,7 lb)
- Peso cargado: 16 780 kg (36 983,1 lb)
- Planta motriz: 2× motor radial de 18 cilindros en doble estrella refrigerado por aire Pratt & Whitney R-2800-43.
  - Potencia: 1491 kW (2056 HP; 2028 CV) cada uno.
- Hélices: De cuatro palas

### Rendimiento
- Velocidad máxima operativa (Vno): 454 km/h (282 MPH; 245 kt)
- Velocidad crucero (Vc): 358 km/h (222 MPH; 193 kt)
- Alcance en combate: 1850 km
- Alcance en ferry: 4587 km
- Techo de vuelo: 6400 m (20 997 ft)

### Armamento
- Ametralladoras: 

  - 12x Browning M2 de 12,7 mm
- Bombas: Hasta 2359 kg en bombas de diverso tipo

## Aeronaves relacionadas

### Desarrollos relacionados
- Martin XB-27
- Martin XB-33 Super Marauder

### Aeronaves similares
- Dornier Do 217
- Douglas A-26 Invader
- North American B-25 Mitchell
- Mitsubishi G4M
- Vickers Wellington
- de Havilland Mosquito

### Secuencias de designación
- Secuencia Numérica (interna de Martin): ← 166 - 167 - 170 - 179 - 182 - 187 - 189 →
- Secuencia B-_ (Bombarderos del USAAC/USAAF/USAF, 1926-1962): ← B-23 - B-24 - B-25 - B-26 - XB-27 - XB-28 - B-29 →
- Secuencia AT-_ (Entrenadores Avanzados del USAAC/USAAF, 1925-1948): ← AT-20 - AT-21 - AT-22 - AT-23 - AT-24
- Secuencia J_M (Aviones Utilitarios de la Armada estadounidense, 1931-1955 (Martin, 1922-1962)): JM